# 西兰木
西兰木（学名：Ixerba brexioides）又名龙柱花，是西兰木属的唯一物种，属缨子木目栓皮果科，只生长在新西兰的北岛，是当地的特有种。

## 形态
本种植物是常绿乔木，单叶，无托叶；花相当大，花瓣5，雄蕊10，雌蕊花柱螺旋状扭转；果实为蒴果，内含黑色种子。

## 分类
1981年的克朗奎斯特分类法将其列在茶藨子科中，属于蔷薇目，1998年根据基因亲缘关系分类的APG 分类法认为应该单独分出一个科，但无法分在任何目中，直接放到蔷薇分支之下， 2003年经过修订的APG II 分类法维持原分类，但2006年5月7日新修订的结果是放到缨子木目中，2009年APG III将本属归类为栓皮果科。